# Дипломатически мисии на Финландия
Това е списък на дипломатическите мисии на Финландия.
Финландското министерство на външните работи е създадено малко след получаването на независимостта на страната през 1917 г. До края на 1918 г. Финландия открива 12 мисии в чужбина. Целта им е била да насърчат международното признание на страната, признавайки нейните граници, както и да защитят търговските и морските интереси на Финландия.
По време на избухването на Втората световна война Финландия има 20 посолства (4 от които са извън Европа) и 6 консулства. Днес Финландия разполага с доста добре организирана дипломатическа мрежа с общо 74 посолства в чужбина.

## Европа
- Австрия
  - Виена (посолство)
- Белгия
  - Брюксел (посолство)
- България
  - София (посолство)
- Великобритания
  - Лондон (посолство)
- Германия
  - Берлин (посолство)
  - Хамбург (генерално консулство)
- Гърция
  - Атина (посолство)
- Дания
  - Копенхаген (посолство)
- Естония
  - Талин (посолство)
- Ирландия
  - Дъблин (посолство)
- Исландия
  - Рейкявик (посолство)
- Испания
  - Мадрид (посолство)
  - Лас Палмас (консулство)
- Италия
  - Рим (посолство)
- Кипър
  - Никозия (посолство)
- Косово
  - Прищина (посолство)
- Латвия
  - Рига (посолство)
- Литва
  - Вилнюс (посолство)
- Люксембург
  - Люксембург (посолство)
- Норвегия
  - Осло (посолство)
- Полша
  - Варшава (посолство)
- Португалия
  - Лисабон (посолство)
- Румъния
  - Букурещ (посолство)
- Русия
  - Москва (посолство)
  - Санкт Петербург (генерално консулство)
  - Мурманск (офис)
  - Петрозаводск (офис)
- Словакия
  - Братислава (посолство)
- Словения
  - Любляна (посолство)
- Сърбия
  - Белград (посолство)
- Украйна
  - Киев (посолство)
- Унгария
  - Будапеща (посолство)
- Франция
  - Париж (посолство)
- Нидерландия
  - Хага (посолство)
- Хърватия
  - Загреб (посолство)
- Чехия
  - Прага (посолство)
- Швейцария
  - Берн (посолство)
- Швеция
  - Стокхолм (посолство)
  - Гьотеборг (консулство)

## Северна Америка
- Канада
  - Отава (посолство)
- Мексико
  - Мексико (посолство)
- Никарагуа
  - Манагуа (посолство)
- САЩ
  - Вашингтон (посолство)
  - Лос Анджелис (генерално консулство)
  - Ню Йорк (генерално консулство)

## Южна Америка
- Аржентина
  - Буенос Айрес (посолство)
- Бразилия
  - Бразилия (посолство)
- Венецуела
  - Каракас (посолство)
- Перу
  - Лима (посолство)
- Чили
  - Сантяго де Чиле (посолство)

## Африка
- Алжир
  - Алжир (посолство)
- Египет
  - Кайро (посолство)
- Етиопия
  - Адис Абеба (посолство)
- Замбия
  - Лусака (посолство)
- Кения
  - Найроби (посолство)
- Мароко
  - Рабат (посолство)
- Мозамбик
  - Мапуту (посолство)
- Намибия
  - Виндхук (посолство)
- Нигерия
  - Абуджа (посолство)
- Танзания
  - Дар ес Салаам (посолство)
- Тунис
  - Тунис (посолство)
- ЮАР
  - Претория (посолство)
  - Кейптаун (офис)

## Азия
- Афганистан
  - Кабул (посолство)
- Виетнам
  - Ханой (посолство)
- Израел
  - Тел Авив (посолство)
- Индия
  - Ню Делхи (посолство)
- Индонезия
  - Джакарта (посолство)
- Ирак
  - Багдад (посолство)
- Иран
  - Техеран (посолство)
- Китай
  - Пекин (посолство)
  - Гуанджоу (генерално консулство)
  - Хонконг (генерално консулство)
  - Шанхай (генерално консулство)
- Малайзия
  - Куала Лумпур (посолство)
- Непал
  - Катманду (посолство)
- Обединени арабски емирства
  - Абу Даби (посолство)
- Пакистан
  - Исламабад (посолство)
- Палестинска автономия
  - Рамала (Representative Office)
- Саудитска Арабия
  - Рияд (посолство)
- Сингапур
  - Сингапур (посолство)
- Сирия
  - Дамаск (посолство)
- Тайван
  - Тайпе (търговски офис)
- Тайланд
  - Банкок (посолство)
- Турция
  - Анкара (посолство)
- Филипини
  - Манила (посолство)
- Южна Корея
  - Сеул (посолство)
- Япония
  - Токио (посолство)

## Окения
- Австралия
  - Канбера (посолство)
  - Сидни (консулство)

## Междудържавни организации
- - Брюксел - ЕС и НАТО
  - Виена - ОССЕ и МААЕ
  - Женева - ООН, СТО и други организации
  - Найроби - Програма на ООН за околната среда
  - Ню Йорк - ООН
  - Париж - Организация за икономическо сътрудничество и развитие и ЮНЕСКО
  - Страсбург - Съвет на Европа